# Aérodrome Casement
L'aérodrome Casement est une base aérienne militaire située à Baldonnel, au sud-ouest de Dublin, en Irlande. Il s'agit du siège et du seul aérodrome de l'Irish Air Corps et est également utilisé à d'autres fins gouvernementales.
L’aéroport appartient au ministère irlandais de la défense. L’aérodrome Baldonnel abrite également la Garda Air Support Unit.

## Historique
L'aérodrome a été aménagé pour la première fois en 1917 et a été utilisé par le Royal Flying Corps (qui deviendra bientôt la Royal Air Force). Il faisait partie du commandement irlandais de la RAF.
L'aérodrome était à l'origine exploité par deux escadrons de la Royal Air Force. 
En février 1965, la base est rebaptisée Casement Aerodrome en l'honneur du nationaliste irlandais Roger Casement, exécuté pour trahison par les Britanniques en 1916.
En 1995, il avait été suggéré de l'utiliser comme deuxième aéroport commercial pour Dublin, en particulier pour les compagnies low-cost telles que Ryanair.
Des activistes anti-guerre ont accusé le gouvernement d'autoriser l'utilisation de l'aérodrome comme plaque tournante de l'armée américaine, en mars 2002, Michael Smith, ministre de la Défense, a confirmé que, depuis septembre 2001, 22 avions militaires américains avaient atterri à l'aérodrome. Depuis le début des années 2000, des spéculations ont également été émises sur le fait que la Central Intelligence Agency (CIA) avait utilisé l'aéroport de Casement Aerodrome comme un aéroport pour son programme de rendition extraordinaire. Des affirmations similaires ont été faites concernant l'aéroport de Shannon, mais Casement étant un aéroport militaire, il est impossible de le vérifier.
La reine Elizabeth II a atterri à l'aérodrome de Casement le 17 mai 2011, commençant sa visite d'État en Irlande.